# オリヴィエ・メガトン
オリヴィエ・メガトン（Olivier Megaton, 1965年8月6日 - ）は、フランスの映画監督、映像作家。

## 略歴
パリでストリート・アーティストとして活動し、CM、ミュージックビデオ、短編映画、テレビドラマの製作に携わりながら、2000年にリュック・ベッソン製作総指揮による映画『EXIT』にて長編映画デビューする。独特の幻想的・幻覚的なビジュアルが特徴だが、『EXIT』以降はアクション映画なども手がけている。

## フィルモグラフィ (主な作品)
- ROOM 13 Chambre N°13 (1999／TVオムニバス・挿話監督)
エピソード12「13人目の被害者」 Douze + un(e)
- EXIT イグジット（フランス語版） Exit (2000) 監督・脚本
- レッド・サイレン La sirène rouge (2002) 監督・脚本
- トランスポーター3 アンリミテッド Transporter 3 (2009) 監督
- コロンビアーナ Colombiana (2011) 監督
- 96時間/リベンジ Taken 2 (2012) 監督
- TAXI ブルックリン Taxi Brooklyn (2015／TVシリーズ・監督) 
シーズン1 エピソード1「ありえないコンビ」 
シーズン1 エピソード2「青い罠」
- 96時間/レクイエムTaken 3 (2015) 監督
- ラストデイズ・オブ・アメリカン・クライム The Last Days of American Crime (2020) 監督
- ビリー・ミリガン: 24の人格を持つ男（英語版） Monsters Inside: The 24 Faces of Billy Milligan (2022) 監督